# Resolutie 99 Veiligheidsraad Verenigde Naties
Resolutie 99 van de Veiligheidsraad van de Verenigde Naties was de eerste van vijf resoluties van de VN-Veiligheidsraad in 1953 en werd half augustus dat jaar aangenomen. De resolutie werd als unaniem goedgekeurd verklaard toen er geen bezwaren waren.

## Inhoud
De Veiligheidsraad verwees naar het ontslag van rechter Sergej Aleksandrovitsj Goloenski (Sovjet-Unie) wegens ziekte. De Veiligheidsraad merkte op dat de hierdoor vrijgekomen betrekking voor de rest van rechter Golunsky's ambtstermijn volgens het Statuut van het Hof moest worden ingevuld. Ook werd opgemerkt dat de Veiligheidsraad de verkiezingsdatum hiervoor moest vastleggen.
Besloten werd dat de verkiezing zou plaatsvinden tijdens de achtste sessie van de Algemene Vergadering.

## Nasleep
Op 27 november werd Fjodor Ivanovitsj Kozjevnikov (Sovjet-Unie) verkozen om de vrijgekomen plaats in te nemen. Golunsky was in 1951 verkozen en de betrokken ambtstermijn liep nog tot 1961.

## Verwante resoluties
- Resolutie 94 Veiligheidsraad Verenigde Naties
- Resolutie 105 Veiligheidsraad Verenigde Naties
- Resolutie 117 Veiligheidsraad Verenigde Naties
- Resolutie 708 Veiligheidsraad Verenigde Naties

Lijst ·  99 ·  100 ·  101 ·  102 ·  103